# Karnice (powiat gryficki)
Karnice – wieś gminna w północno-zachodniej Polsce, położona w województwie zachodniopomorskim, w powiecie gryfickim, nad Liwką. Siedziba gminy Karnice.
Według danych pod koniec 2004 roku wieś miała 771 mieszkańców.
W latach 1954–1972 wieś należała i była siedzibą władz gromady Karnice. W latach 1946–1998 miejscowość administracyjnie należała do województwa szczecińskiego.
W Karnicach mieści się zespół szkół publicznych.
W miejscowości ma siedzibę jednostka Ochotniczej straży pożarnej włączona do krajowego systemu ratowniczo-gaśniczego.

## Zabytki
We wsi znajdują się następujące zabytki:
- kościół pw. św. Stanisława Kostki, parafialny z XV wieku, przebudowany w stylu barokowym w XVIII wieku. W kościele zachowało się barokowe wyposażenie[7] oraz renesansowe stale i rycerska płyta nagrobna. Wieża z podłużnymi wnękami z ostrosłupowym hełmem barokowym z dwoma nadstawami, kwadratową i ośmioboczną, w fundamentach wieży granitowy maszkaron i anioł z XIII w[8]. Od południa do nawy przylega kaplica z edykułą[9]. Historia kościoła w Karnicach związana jest z rodem von Carnitzów. Pierwsza wzmianka o kościele pochodzi z 1368 roku. Metryki kościelne prowadzone były od 1594 roku. Zawierają one dane m.in. o wysokości osiąganych dochodów z poszczególnych miejscowości. Ówczesne probostwo osiągało dochody w wysokości 100 talarów. Kościół jest masywną budowlą wzniesioną na podstawie koła. Zbudowany jest z kamienia narzutowego (polnego) i cegły. Wieża kościelna była drewniana. Ołtarz pochodzi z przełomu XVII i XVIII wieku. Z XVII wieku pochodzą organy, ambona, epitafium i herb. W 1945 do probostwa należało 32 ha[potrzebny przypis].
- kaplica grobowa – stoi obok kościoła; ostatni członek rodziny von Elbe w 1880 wzniósł neogotycki dom pogrzebowy z cegły. W portalu wejściowym znajduje się medalion z płaskorzeźbą głowy Chrystusa, natomiast w ścianie szczytowej nad wejściem kartusz z herbem von Elbe. Rodziny von Carnitzów i Flemingów ze Skrobotowa wykorzystały kaplicę jako miejsce pochówku członków swoich rodzin w kwadratowej krypcie[10].
- dawny nieczynny cmentarz[11].

inne
- park pałacowy z XIX w.
- pomnikowe drzewa na karnickim cmentarzu[7].

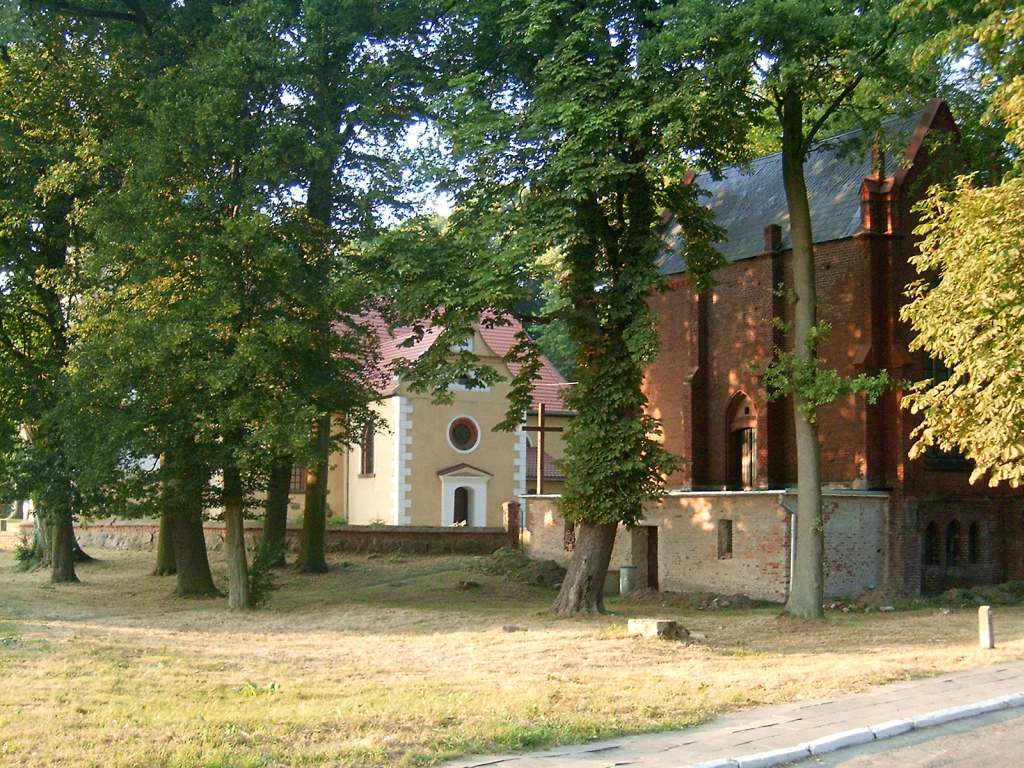
Kościół i kaplica
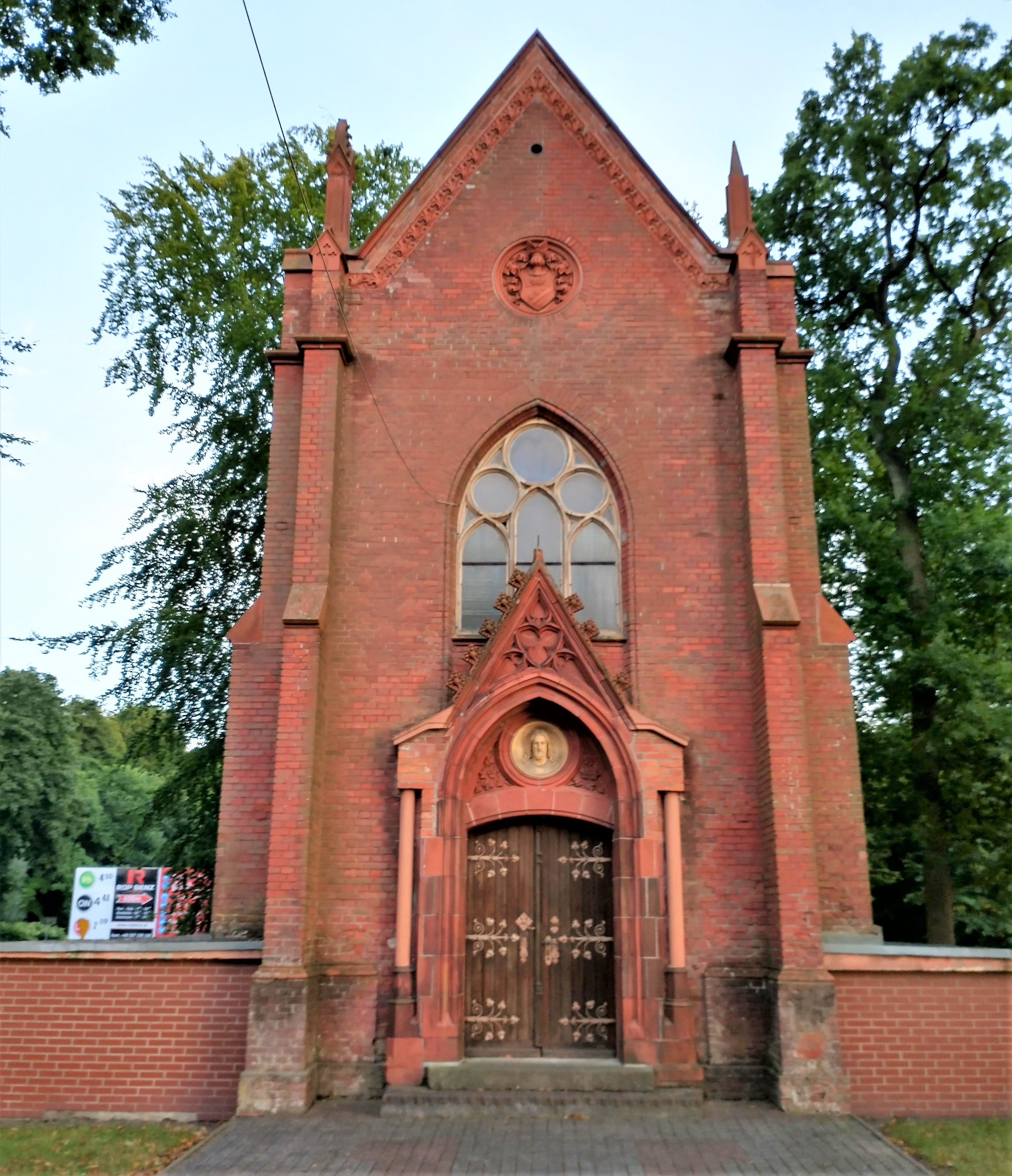
Kaplica grobowa
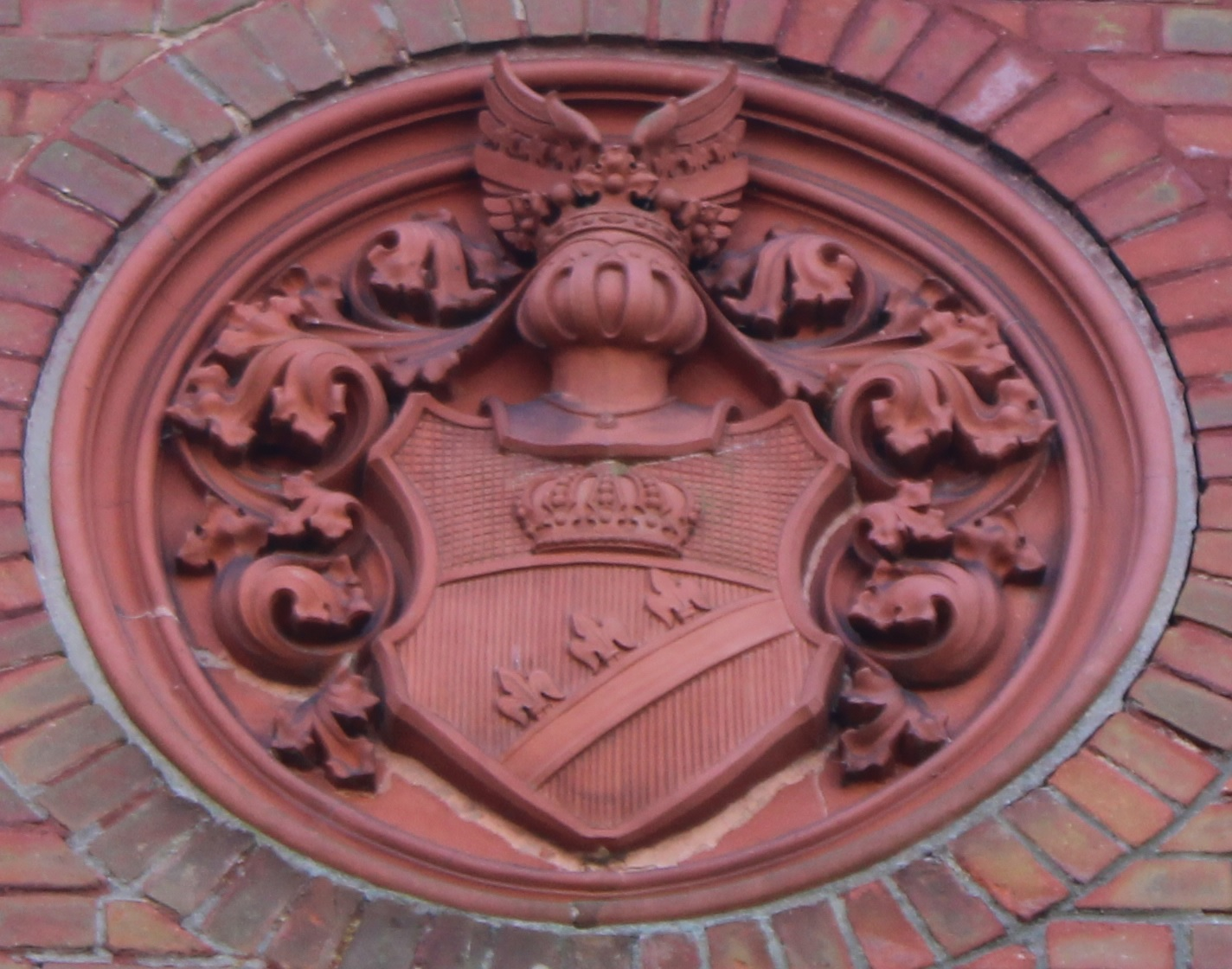
Herb von Elbe
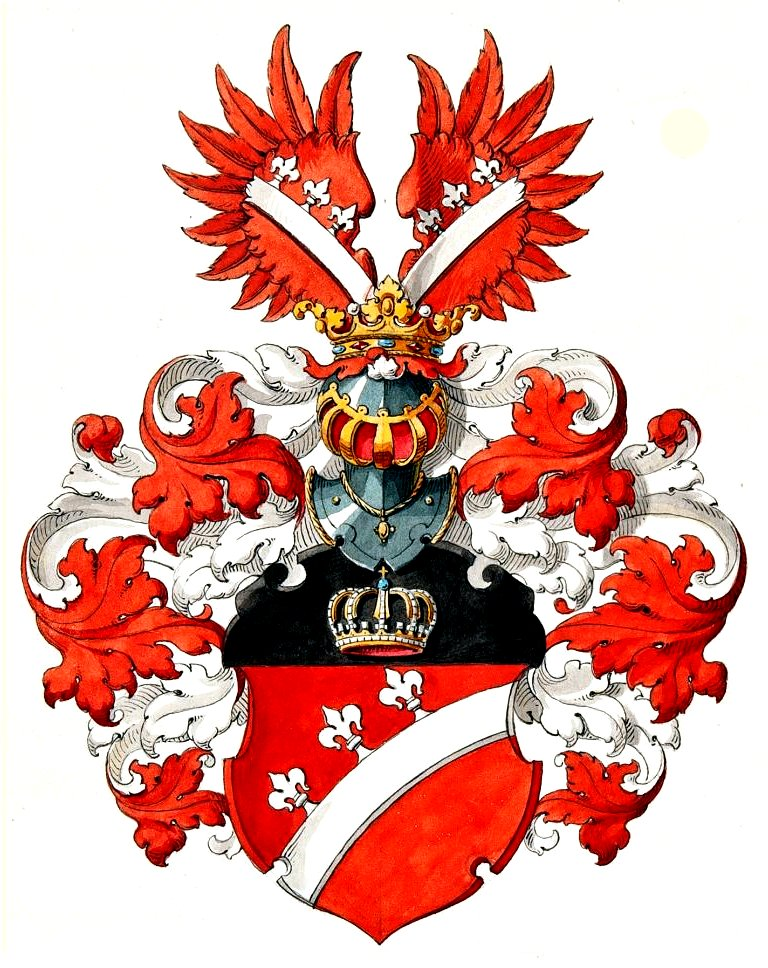
Herb von Elbe

## Transport
Karnice znajduje się przy drodzy wojewódzkiej nr 110.
Przez wieś przebiegły dwie linie kolejowe: rozebrana po II wojnie światowej normalnotorowa linia Wysoka Kamieńska – Trzebiatów (zob. Karnice (stacja kolejowa)), oraz od 2013 r. znów czynna w sezonie letnim wąskotorowa linia Gryfice – Pogorzelice (zob. Karnice Wąskotorowe).